# Andrés Cabrejas Molina
Andrés Cabrejas Molina, (Villarejo Sobrehuerta, Cuenca, 30 de noviembre de 1681 - † Jaén, 4 de septiembre de 1746). Fue obispo de Jaén.
Se encontraba de canónigo de la Catedral de Cuenca cuando tuvo el nombramiento de Obispo de Jaén, mandato en el que permaneció desde 1738 hasta 1746.
Durante este tiempo se terminó la sillería del coro de la Catedral de Jaén en el centro de la crestería puede verse su escudo tallado.
También promovió la ampliación del templo de San Mateo en la población de Baños de la Encina, donde en su interior, encima de una de las ventanas de los tímpanos del crucero se encuentra su escudo.
Su sepultura se encuentra en el Coro de la Catedral de Jaén.
| Predecesor: Manuel Isidro Orozco Manrique de Lara | Obispo de Jaén 1738 – 1746 | Sucesor: Francisco del Castillo y Veintimiglia |

- Datos: Q5197109